# Раян Зінке
Раян Кіт Зінке (англ. Ryan Keith Zinke; нар. 1 листопада 1961, Бозмен, Монтана) — американський політик-республіканець, міністр внутрішніх справ США з 2017 до 2019 р. Член Палати представників США від штату Монтана з 2023 року, а також з 2015 до 2017 р.

## Біографія
1984 р. отримав ступінь бакалавра з геології в Орегонському університеті, пізніше також навчався в Національному університеті і Університеті Сан-Дієго. З 1985 до 2008 р. він служив у спецпідрозділі ВМС США SEAL («морські котики»), має звання командера. З 2009 до 2011 р. він входив до Сенату Монтани, 2012 р. був кандидатом на посаду віцегубернатора свого штату.
Одружений, має трьох дітей.